# Sudbrooke
Sudbrooke is een civil parish in het bestuurlijke gebied West Lindsey, in het Engelse graafschap Lincolnshire. In 2001 telde het civil parish 1604 inwoners. Sudbrooke komt in het Domesday Book (1086) voor als 'Sudbroc' / 'Sutbroc'.